# پرچم بلاروس
پرچم بلاروس برای اولین بار در ۷ ژوئن ۱۹۹۵ به رسمیت شناخته شد. به‌عنوان پرچم ملی شناخته می‌شود و همچنین دارای تناسب ۱:۲ می‌باشد که از دو رنگ قرمز و سبز تشکیل شده‌است.

## تاریخچه
تا پیش از استقلال این کشور از شوروی در پرچم جمهوری سوسیالیستی بلاروس شوروی در بخش قرمز رنگ این پرچم نشان داس و چکش وجود داشت.

## نگارخانه